# Süd-Norddeutsche Verbindungsbahn
Die k.k. privilegierte Süd-Norddeutsche Verbindungsbahn (SNDVB) war ein 1856 gegründetes Eisenbahnunternehmen in Österreich, dessen Verkehrsgebiet im heutigen Tschechien lag. Die Hauptverbindung der Gesellschaft war die Strecke von Pardubitz über Reichenberg nach Seidenberg in Preußen, die jedoch wegen ihrer schwierigen Topografie nicht die ihr zugedachte Bedeutung als europäische Magistrale zwischen Wien und Berlin erlangte.
Ab dem Jahr 1869 wurde die Gesellschaft stufenweise mit der neu gegründeten k.k. privilegierten Österreichischen Nordwestbahn (ÖNWB) verschmolzen, wobei die SNDVB bis zur Verstaatlichung im Jahr 1908 weiter einen besonderen Wirtschaftskörper mit eigener Rechnungsführung bildete.

## Geschichte

### Vorgeschichte und Bau des eigenen Netzes

Prioritätsaktie über 400 Mark deutscher Reichswährung von 1875

Die Süd-Norddeutsche Verbindungsbahn geht auf die k.k. privilegierte Pardubitz–Reichenberger Eisenbahn zurück, für die am 15. Juni 1856 ein Konsortium um den Reichenberger Fabrikanten Johann Liebieg die Konzession erhielt. Die Konzession sah den Bau einer Eisenbahn von Pardubitz nach Reichenberg und einer Zweiglinie von Jaroměř (Josefstadt) nach Schwadowitz vor, um die dortigen Steinkohlevorkommen zu erschließen. Bereits im Sommer 1856 firmierte die Gesellschaft unter k.k. privilegierte Süd-Norddeutsche Verbindungsbahn.
Die Bauarbeiten an der Strecke begannen am 22. September 1856 bei Pardubitz. Günstiges Wetter ermöglichte einen raschen Baufortschritt, sodass schon am 4. November 1857 der erste Abschnitt bis Josefstadt eröffnet werden konnte. Bis zum 1. Mai 1859 wurden die Strecken fertiggestellt. In Reichenberg bestand ab 1. Dezember 1859 Anschluss an die Strecke der Zittau-Reichenberger Eisenbahngesellschaft, womit eine direkte Verbindung nach Sachsen hergestellt war.
Sachsen hatte jedoch kein Interesse an einem Durchgangsverkehr in Richtung Preußen, von dem man selbst nicht profitiert hätte. Der Bau einer konkurrierenden Eisenbahn von Reichenberg nach Preußen war allerdings für eine Dauer von 25 Jahren in einem Staatsvertrag mit Sachsen ausgeschlossen worden. In dieser Situation strebte die SNDVB eine Verlängerung ihrer Strecke von Schwadowitz nach Liebau an, um dort den Anschluss an das Netz der Niederschlesisch-Märkischen Eisenbahn (NME) zu gewinnen. Die Konzession für diese Strecke wurde am 22. August 1865 erteilt, am 29. Dezember 1869 ging sie vollständig in Betrieb. Erst als Sachsen 1870 in einem neuen Staatsvertrag die Streichung der 25-jährigen Schutzklausel akzeptierte, erhielt die SNDVB am 31. März 1872 auch die Konzession für die Verlängerung ihrer Hauptlinie von Reichenberg nach Preußen sowie für eine Flügelbahn von Eisenbrod nach Tannwald. Im Sommer 1875 wurden die Strecken eröffnet.
Eröffnungsdaten
- Pardubitz–Josefstadt: 4. November 1857
- Josefstadt–Falgendorf: 1. Juni 1858
- Falgendorf–Turnau: 1. Dezember 1858
- Turnau–Reichenberg und Josefstadt–Schwadowitz: 1. Mai 1859
- Schwadowitz–Königshan: 1. August 1868
- Königshan–Liebau: 29. Dezember 1869
- Reichenberg–Seidenberg: 1. Juli 1875.
- Eisenbrod–Tannwald: 1. Juli 1875

### Die Gründung der Österreichischen Nordwestbahn
Ende der 1860er Jahre planten verschiedene preußische Wirtschaftskreise eine Eisenbahn von Berlin über Cottbus, Löbau, Zittau, Reichenberg, Turnau, Jitschin, Iglau und Znaim nach Wien. Die SNDVB hatte zu diesem Zeitpunkt schon Vorarbeiten für eine Strecke Pardubitz–Znaim ausführen lassen. Sie ersuchte 1866 um die Genehmigung zum Bau der Strecke, erhielt sie aber zunächst nicht. Weitere Interessenten für das Projekt waren ein Komitee zum Bau einer Bahnlinie von Jungbunzlau nach Kolin sowie die Stadt Czaslau, die eine Strecke von Kolin nach Iglau wünschte. Der ernsthafteste Mitbewerber für dieses Projekt war jedoch die k.k. privilegierte Staatseisenbahngesellschaft (StEG), die ihr eigenes Netz mit einer Strecke Znaim–Kolin ergänzen und so eine Konkurrenzsituation verhindern wollte. Erst als die österreichische Staatsverwaltung darüber hinaus eine direkte Strecke Wien–Znaim mit einem eigenen Wiener Bahnhof forderte, trat die StEG aus Rentabilitätsgründen von diesem Vorhaben zurück.
Im Herbst 1867 gründete die SNDVB mit Hugo Fürst Thurn und Taxis, Franz Altgraf zu Salm-Reifferscheid, Louis von Haber und Friedrich Schwarz ein Konsortium, das am 8. September 1868 die Konzession für eine „Locomotiveisenbahn ... ausgehend von Wien über Znaim, Iglau, Deutschbrod, Czaslau und Kollin nach Jungbunzlau mit Zweigbahnen von Znaim an die Franz Josephsbahn, von Deutschbrod nach Pardubitz und von einem geeigneten Punkte der Kolin-Jungbunzlauer Linie nach Trautenau“ erhielt. Die neue Gesellschaft erhielt den Namen k.k. privilegierte Österreichische Nordwestbahn (ÖNWB).
In einem 1869 geschlossenen Betriebsvertrag vereinbarten SNDVB und ÖNWB einen gemeinsamen Betriebs- und Zentraldienst, wobei die Netze beider Firmen getrennte Wirtschaftskörper mit eigener Abrechnung bleiben sollten. Aus Kostengründen löste man jedoch die Direktion der SNDVB auf und vereinigte sie mit der Generaldirektion der ÖNWB in Wien. In Reichenberg verblieb lediglich eine Betriebsdirektion, die später in ein Inspektorat umgewandelt wurde. Deren Leiter Dr. Groß übernahm 1870 die Generaldirektion in Wien, was einer Verschmelzung beider Eisenbahnunternehmen gleichkam. Die SNDVB waren fortan (neben dem Stammnetz und dem Ergänzungsnetz der ÖNWB) einer von drei Geschäftsbereichen der ÖNWB. Eine vollständige Fusion scheiterte insbesondere am Einspruch der Aktionäre der alten Pardubitz-Reichenberger Bahn.

### Die Verstaatlichung
Bereits im Jahr 1895 strebte der österreichische Staat die Verstaatlichung der ÖNWB und damit auch der SNDVB an. Eine mit der ÖNWB getroffene Vereinbarung zur Übernahme in Staatsbesitz lehnte jedoch der Reichsrat im März 1896 ab. Haupthindernis für eine rasche Verstaatlichung waren vor allem die unterschiedlichen Einlösefristen der drei Wirtschaftskörper. Insbesondere für das Ergänzungsnetz lief sie erst am 26. Juni 1902 ab. Letztlich genehmigte der Reichsrat im Juli 1908 die Verstaatlichung, die zum 1. Jänner 1908 rückwirkend in Kraft trat. Für das bewegliche und unbeweglichen Eigentum der SNDVB nebst 107 Lokomotiven zahlte der österreichische Staat eine Einlösungspreis von 79 Millionen Kronen an die Aktionäre aus. Am 15. Oktober 1909 übernahm die Nordwestbahndirektion der k.k. Staatsbahnen (kkStB) den Betrieb.

## Die Strecken

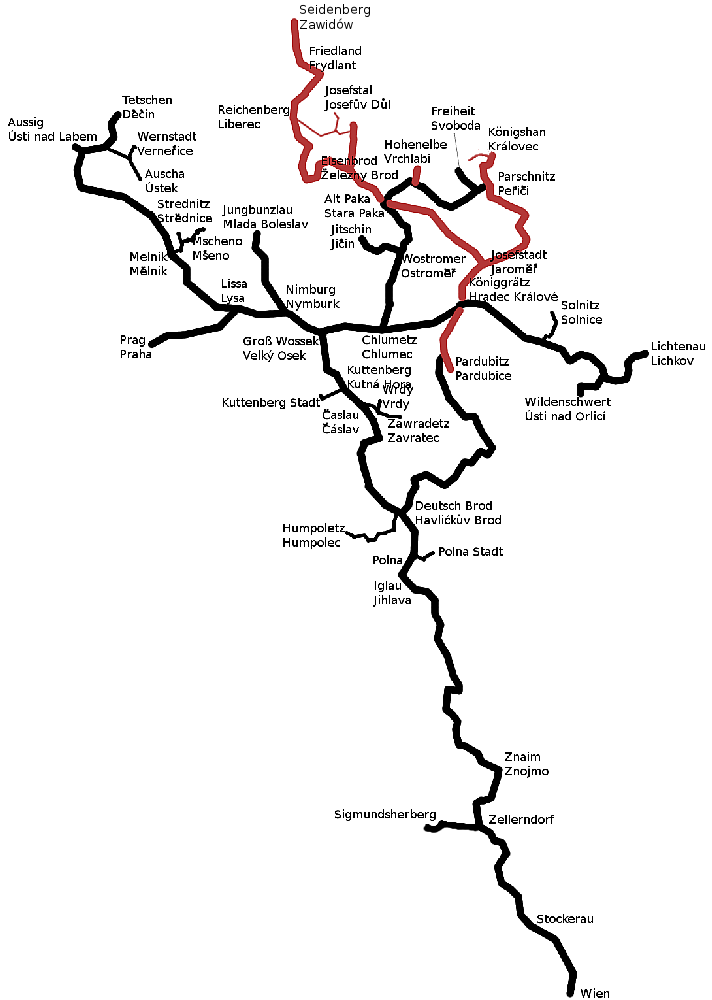
Streckennetz von SNDVB (rot) und ÖNWB (schwarz)

Das Streckennetz der Süd-Norddeutschen Verbindungsbahn hatte eine Länge von 280,419 Kilometer und gliederte sich in drei selbständige Strecken. Das Betriebsnetz umfasste darüber hinaus noch die auf preußischem Gebiet gelegenen Anschlussstrecken zu den Grenzbahnhöfen in Liebau und Seidenberg, die von den Preußischen Staatsbahnen gepachtet waren. Für die Lokalbahn Königshan–Schatzlar der Österreichischen Lokaleisenbahngesellschaft (ÖLEG) und die Reichenberg-Gablonz-Tannwalder Eisenbahn (RGTE) übernahm die SNDVB die Betriebsführung für Rechnung der Eigentümer.
Eigene Strecken
- Pardubitz–Reichenberg–Reichsgrenze nächst Tschernhausen: 200,113 km
- Josefstadt–Reichsgrenze nächst Königshan: 62,574 km
- Eisenbrod–Tannwald: 17,732 km

Pachtbetrieb
- Reichsgrenze nächst Königshan–Liebau: 2,628 km
- Reichsgrenze nächst Tschernhausen–Seidenberg: 2,066 km

Für Rechnung der Eigentümer betriebene Strecken
- Lokalbahn Königshan–Schatzlar (1. Juli 1889 bis 1. Jänner 1894)
- Reichenberg-Gablonz-Tannwalder Eisenbahn (26. November 1888 bis 30. Juni 1902)

Die Strecken bestehen noch. Sie gehören heute zum Netz des staatlichen tschechischen Infrastrukturbetreibers Správa železniční dopravní cesty (SŽDC). Auf der grenzüberschreitenden Strecke Tschernhausen–Seidenberg (heute: Černousy–Zawidów) und der Lokalbahn Königshan–Schatzlar (heute: Královec–Žacléř) ist der Reiseverkehr eingestellt.

## Fahrbetriebsmittel

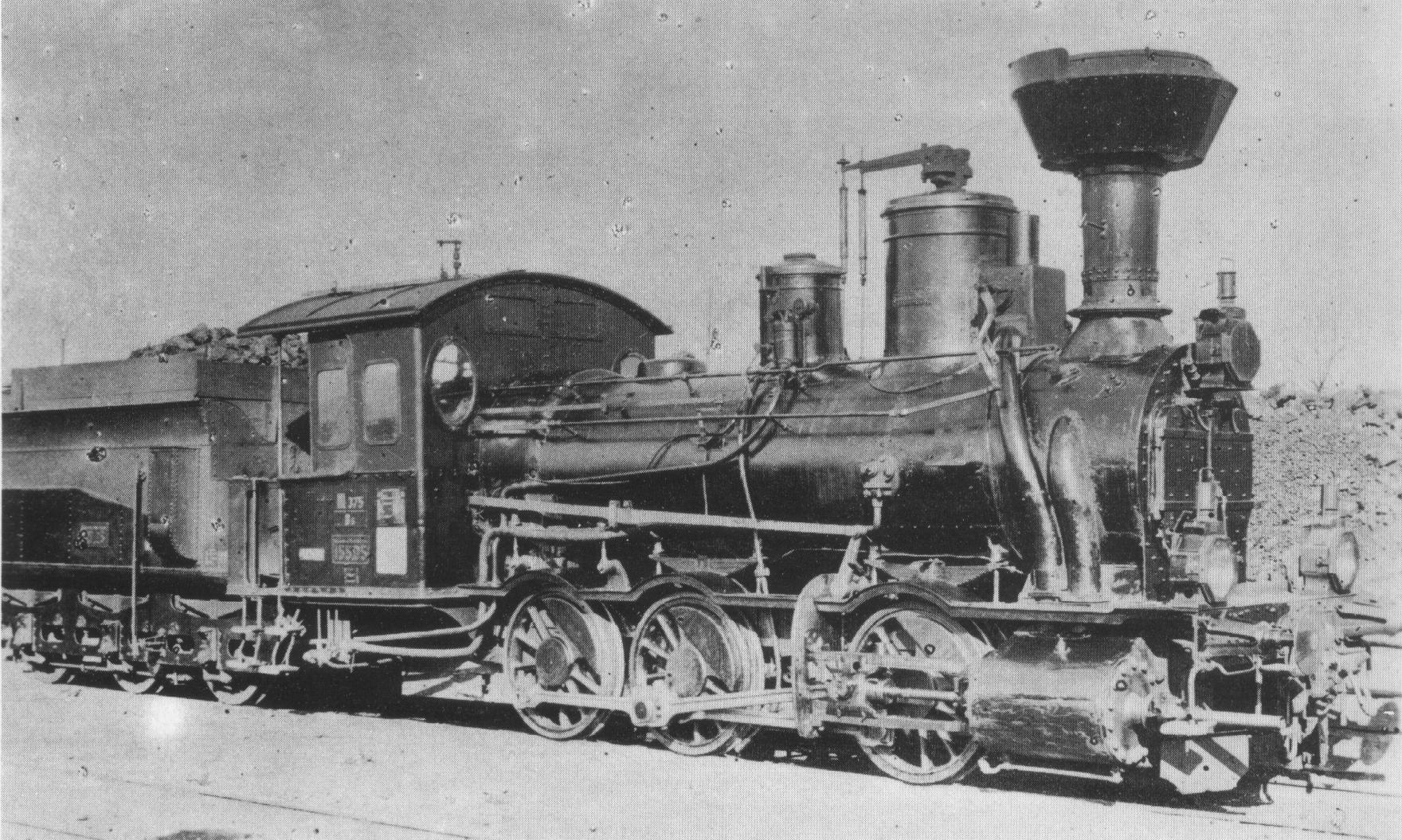
Güterzuglokomotive SNDVB-Reihe XIII Nr. 205

Als Erstausstattung erwarb die SNDVB 1857/58 zwölf zweifachgekuppelte Personenzuglokomotiven von Maffei in München und 28 dreifachgekuppelte Güterzuglokomotiven von Hartmann in Chemnitz. Sie erhielten Namen nach Orten, Flüssen und Bergen des Verkehrsgebietes. Die Tender wurden von Ringhoffer in Prag zugeliefert. Von der Güterzuglokomotive wurden 1870 nochmals vier Maschinen nachgebaut, die abweichend Namen nach bedeutenden Persönlichkeiten des Eisenbahnwesens erhielten.
Kurz vor Abschluss des Betriebsvertrages mit der ÖNWB bestellte die SNDVB noch sechs vierfachgekuppelte Güterzuglokomotiven bei der Lokomotivfabrik Floridsdorf in Wien. Sie waren für die Beförderung schwerer Güterzüge auf den neigungsreichen Strecken Schwadowitz–Liebau und Reichenberg–Seidenberg vorgesehen. Bei Ablieferung wurden sie im gemeinsamen Nummernschema mit der ÖNWB als Reihe VI bezeichnet.
Die Betriebsdirektion der ÖNWB beschaffte für die SNDVB nur noch in wenigen Fällen besondere Bauarten. Ein Beispiel sind die Lokomotiven der Reihe Xd, die sich von den Lokomotiven der Reihen Xa und Xb durch einen größeren Wasservorrat und eine deutlich größere Dienstmasse unterschieden. Sie bewährten sich allerdings so gut, dass sie später auch für die ÖNWB gebaut wurden. Eine weitere eigene Bauart waren die Lokomotiven der Reihen IIb und IIc, die 1883 und 1887 als Ersatz für die überalterten Personenzuglokomotiven der Reihe IIa beschafft wurden. Im Gegensatz zur ÖNWB befanden sich im Bestand der SNDVB nie Schnellzuglokomotiven. Ihre Aufgabe übernahmen drei Stück Personenzuglokomotiven, die ab 1907 als Reihe XVIId beschafft wurden.